# Novoorszki járás
A Novoorszki járás (oroszul Новоо́рский район) Oroszország egyik járása az Orenburgi területen. Székhelye Novoorszk.

## Népesség
- 1989-ben 34 231 lakosa volt.
- 2002-ben 33 085 lakosa volt.
- 2010-ben 29 428 lakosa volt, melyből 20 318 orosz, 5 809 kazah, 965 tatár, 532 ukrán, 506 baskír, 271 mordvin, 140 német, 126 csuvas.